# Carlos Roberto de Oliveira
Carlos Roberto de Oliveira, conegut pel motiu de Roberto Dinamite, (Duque de Caxias, 13 d'abril de 1954 - Rio de Janeiro, 8 de gener de 2023) fou un futbolista i polític de Rio De Janeiro.

## Trajectòria
Va jugar com a davanter durant vint anys, esdevenint una de les principals figures del Vasco da Gama. Fou jugador del FC Barcelona, però no reeixí.
Fou internacional amb la selecció del Brasil, participant en els Mundials de 1978 i 1982. També jugà amb la selecció olímpica el 1972.

## Palmarès
- Campionat brasiler de futbol: 1974
- Campionat carioca: 1977, 1982, 1987, 1988, 1992
- Premis individuals: Bola de Prata: 1979, 1981, 1984

## Política
Després de la seva retirada del futbol, es va dedicar a la política. El 1992, després d'unir-se al PSDB, va ser elegit per a l'Assemblea Estatal de Rio de Janeiro i com a membre del PMDB va ser elegit diputat el 1994, 1998 i 2002.
Roberto Dinamite es va presentar a les eleccions a la presidència del Vasco da Gama el 2003, 2006 i 2008, esdevenint president el 21 de juny de 2008.
El 8 de gener de 2023 va morir a causa d'un càncer.